# Cupido stevenii
Cupido stevenii är en fjärilsart som beskrevs av Jacob Hübner 1827/41. Cupido stevenii ingår i släktet Cupido och familjen juvelvingar. Inga underarter finns listade i Catalogue of Life.